# Magnesia

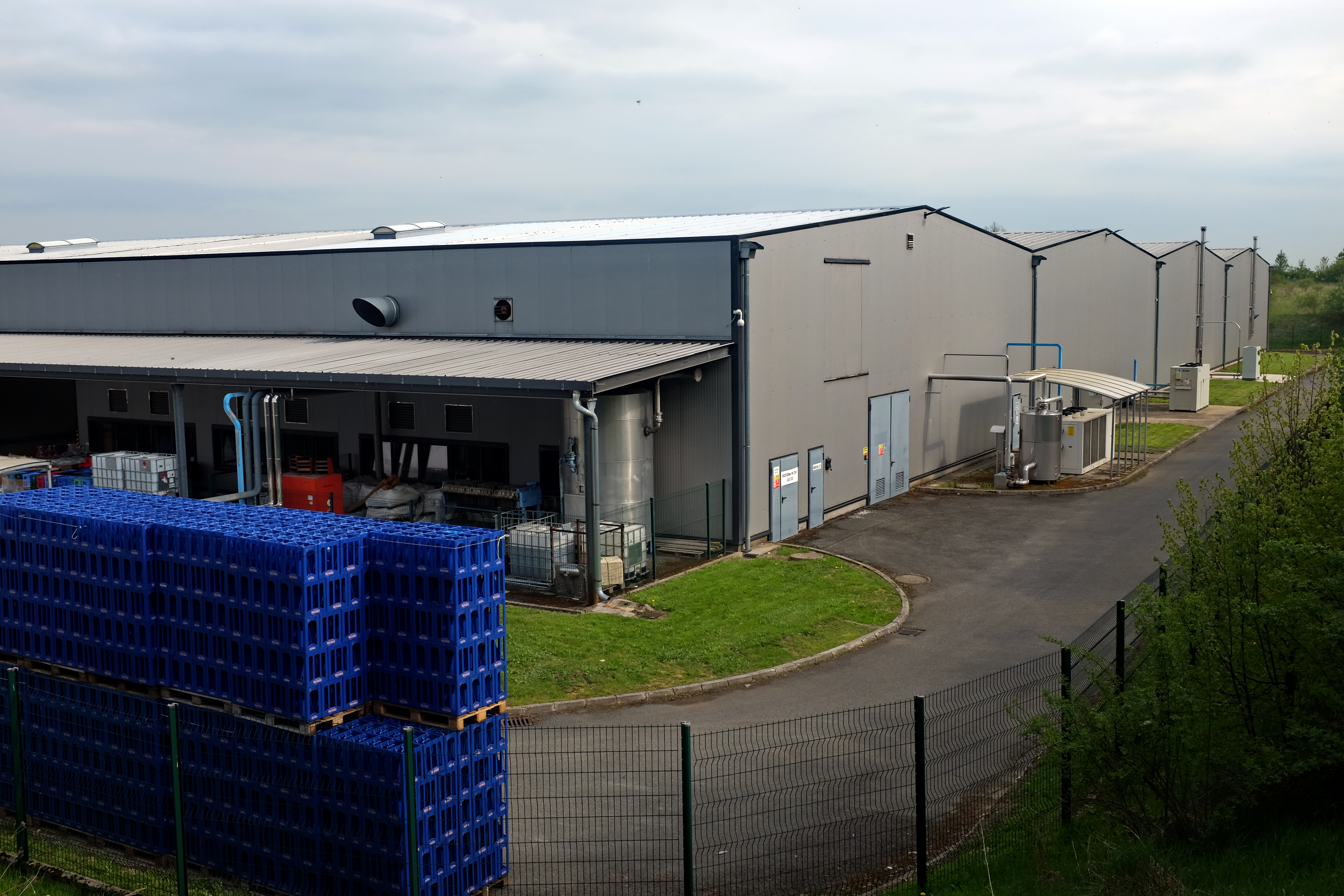
Stáčírna minerálky Magnesia v Mnichově

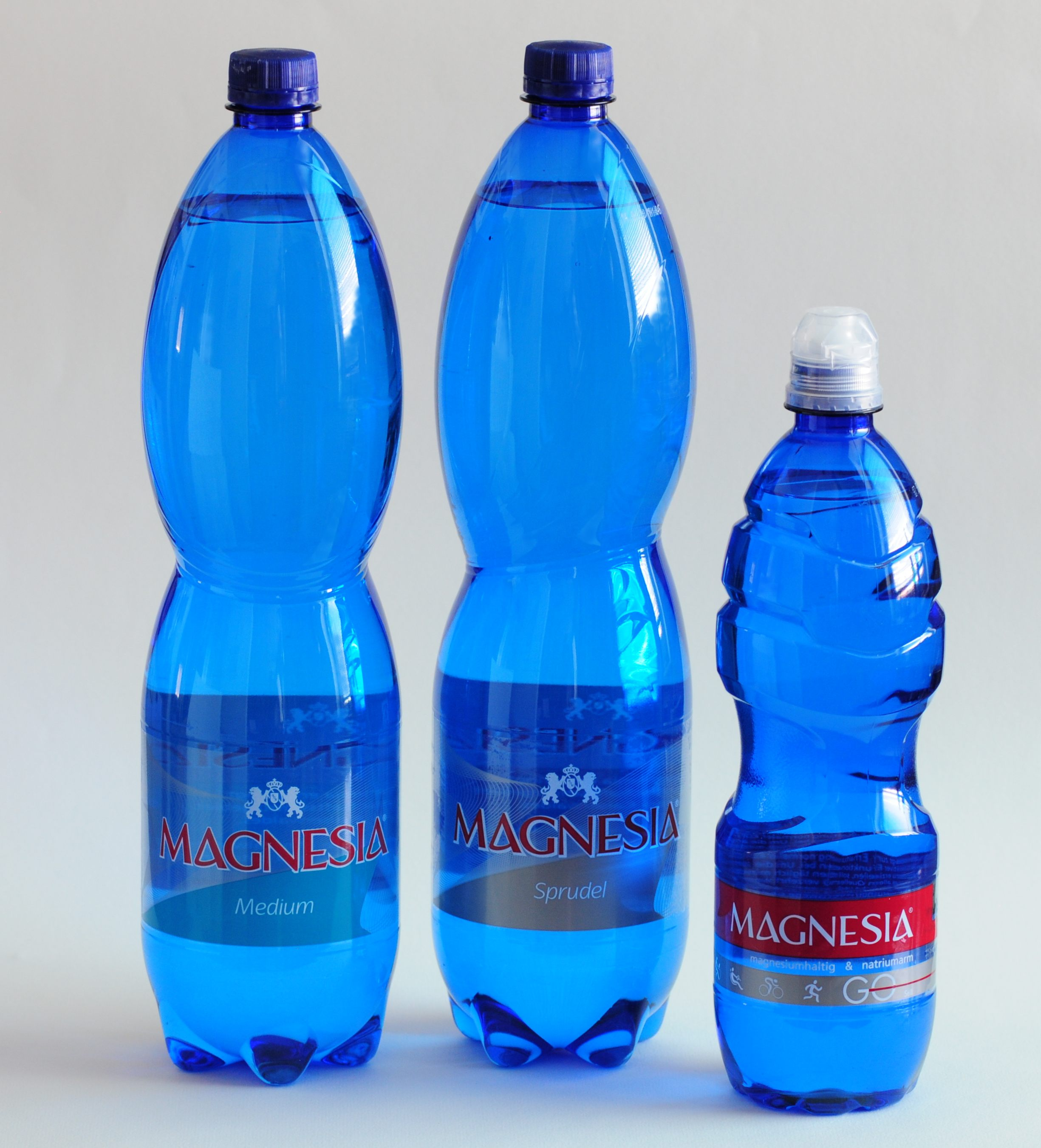
Lahve Magnesie.

Magnesia je minerální voda hydrochemického typu HCO3-Mg. Je unikátní velmi vysokým obsahem hořčíku - navíc při nízké koncentraci sodných solí. Voda pochází z pramene Grünské kyselky a dalších pramenů v okolí Louky u Nové Vsi v okrese Sokolov.

## Historie
Původ Magnesie se váže k pramenu Grünské kyselky, který je známý od 17. století. O širší věhlas se zasloužil hrabě Jindřich Beaufort - Spontin, který koupil bečovské panství a zvelebil okolí pramene - poté nazývaného po šlechticově manželce Arnoštin. Název se ale nevžil. Poté získal pozemek statkář Engelbert Zuleger, který roku 1893 začal se stáčením. Potvrzení o kvalitě vody zajistil v roce 1896 profesor Wilhelm Gintl z Prahy, který objevil mimořádný obsah hořčíkových iontů a schválil vodu k pravidelnému užívání. Lahvování fungovalo až do první světové války. Léčivé účinky byly potvrzeny počátkem 20. století profesory Kischem a Rambouskem. V meziválečném období se často měnili majitelé a nájemci, z nichž nejvýznamnější – manželé Löserovi z Karlových Varů – zvelebili okolí, rozšířili stáčírnu (zavedli i elektrické odvětrávání kvůli nebezpečnému hromadění oxidu uhličitého).
V době druhé světové války byla voda stáčena francouzskými zajatci pod názvem Sudetenquelle a dodávána Romellově armádě do Afriky a koncentračního tábora Osvětim. Stáčení po válce trvalo pouze do roku 1950, pak voda volně a bez užitku odtékala. Stáčení bylo obnoveno až roku 1990 pod názvem Magnesia.
Minerální voda byla jímána novými vrty a odvážena v cisternách do stáčíren v Karlových Varech a Kyselce, kde se plnila do láhví. Po vybudování nové stáčírny na okraji Mnichova se minerální voda dopravuje potrubím do této stáčírny, kde se míchá s vodami z dalších vrtů obdobného složení a následně expeduje.

## Složení
Stáčená Magnesie je směsí z několika minerálních pramenů, z nichž pramen Grünské kyselky je zároveň jediný veřejně přístupný a zároveň nejkoncentrovanější.
| Název           | Miner. [mg/l] | CO2 [mg/l] | Mg2+ [mg/l] | Ca2+ [mg/l] | Na+ [mg/l] | K+ [mg/l] | Cl− [mg/l] | SO42− [mg/l] | HCO3− [mg/l] | H2SiO3 [mg/l] | Poznámka                       |
| --------------- | ------------- | ---------- | ----------- | ----------- | ---------- | --------- | ---------- | ------------ | ------------ | ------------- | ------------------------------ |
| Grünská kyselka | 1920          | 2110       | 290*        |             |            |           |            |              |              | 84            | *starší rozbory udávají až 451 |
| Magnesia        | 788           |            | 170         | 37,4        | 6,17       | 0,81      | 11,1       | 2,11         | 970          |               | lahvovaná                      |
| Magnesia Extra  | 2201          |            | 312         | 50,2        | 5,3        |           | 2,9        | 14,5         | 1726         | 82,3          | lahvovaná                      |